# Félix Faure
Félix Faure (30 tháng 1 năm 1841 - 16 tháng 2 năm 1899) là tổng thống Cộng hòa Pháp. Ông thuộc Đảng Cộng hoà. Ông giữ chức vụ tổng thống từ ngày 17 tháng 1 năm 1895 đến ngày 16 tháng 2 năm 1899, lúc ông qua đời. Ông sinh ra tại Paris, là con trai của một người thợ mộc.